# House of the Dead 2
House of the dead 2 är ett skjutarspel som spelas med en ljuspistol i ett förstapersonsperspektiv. Det har ett skräcktema och är den andra delen i House of the Dead-serien. Det utvecklades av Wow Entertainment och utgavs av Sega. Det släpptes först som ett arkadspel 1998. 1999 utkom även en version för Windows. Det kom även till Dreamcast. 
Spelaren är en kostymnisse som skall stoppa "Goldman" från att fylla staden med monster. Man styr siktet samtidigt som datorn styr ens ben genom staden. Enda sättet att påverka något annat än sin överlevnad är att skjuta på nycklar m.m. eller rädda människor som eventuellt vet något om andra utvägar.